# Козлятник восточный
Козля́тник восто́чный, или Гале́га восточная (лат. Galéga orientális Lam.) — многолетнее травянистое растение, травянистый поликарпик; вид рода Козлятник семейства Бобовые (Fabaceae) к роду Галега (Galega L.), в составе которого известно 8 видов, распространенных в Европе, на Балканах, в Средиземноморье, Малой Азии, а также в восточной Африке.

## Ботаническое описание
Крупное ветвистое корневищное растение с прямостоячими стеблями высотой до 2 м при исключительно благоприятных условиях, в культуре от 80 до 135 см. Стебель несёт на себе от 8—13 основных листьев. Листья непарноперистые длиной 14—26 см, состоят из 9—15 яйцевидных листочков. Сверху листья тёмно зелёные, снизу желтовато зелёные.
Корень стержневой, с большим количеством боковых корешков. Образует корневые отпрыски, на которых из зимующих почек появляются новые побеги. Проникает в почву на глубину 60—70 см. На корешках формируются 50—200 клубеньков, за счет клубеньковых бактерий происходит фиксация азота из воздуха.
Соцветия из ярко-сиреневых цветков в количестве 25—70. Опыляется пчёлами.
Бобы от 2 до 4 см длиной, содержат от пяти до восьми семян желтовато-зелёного цвета, при созревании становятся светло-коричневыми.
Семена мелкие, масса 1000 штук 6—7 г.

## Распространение
Эндемик Кавказа. В диком виде встречается в Грузии, Дагестане, на севере Армении, юго-западе Азербайджана, редко встречается в Крыму. Растёт в предгорьях в лесном и субальпийском поясах на высоте 305—1820 м над ур. м.
Приурочен к хорошо проветриваемым деградированным чернозёмам, богатым органическими веществами, значительно реже может встречаться на сравнительно бедных суглинистых чернозёмах.

## Экология
Размножается семенами и вегетативно. Всхожесть семян сохраняется до 8 лет. Растение озимого типа развития. В первый год зацветает редко и только в южных районах. При весеннем посеве без скарификации всходов почти не бывает. В первый год развивается медленно и достигает высоты 50—60 см. Цветение наблюдается только при раннем беспокровном посеве. Для успешной перезимовки требуется не менее 100—120 дней активного роста. В последующие годы отрастание происходит очень рано. Стебли обладают высокой энергией роста. От весеннего отрастания до созревания семян проходит 2,5—3 месяца.
Обладает хорошей холодостойкостью и морозоустойчивостью. Выдерживает кратковременные осенние и весенние заморозки до —5 °C. Растение влаголюбиво и в то же время устойчиво к летним непродолжительным засухам. Выдерживает кратковременное затопление.
Хорошо растёт на плодородных, водопроницаемых, рыхлых, слабокислых и нейтральных почвах, различных по механическому составу. Может расти на окультуренных торфяниках.
Поражается ржавчиной, мучнистой росой, бурой пятнистостью. Повреждается некоторыми жуками-семяедами.

## Химический состав
В фазах массового цветения и созревания растения сохраняется повышенное содержание протеина. Химические состав в зависимости от природных зон и фазы развития растения состоит из (в сухом состоянии в %): 18,5—32,6 протеина, 1,5—3,0 жира, 24,5—31,7 клетчатки, 33,6—42,2 БЭВ, 6,0—10,3 золы. В разные фазы содержит 50—60 мг/100 грамм каротина, 500—900 мг/100 грамм аскорбиновой кислоты.
На 100 кг зелёной массы приходится 20—28 кормовых единиц, на 100 кг силоса 20—22 кормовые единицы, сена 56—60 кормовых единиц. На 1 кормовую единицу приходится в зелёной массе 115—158 грамм, в силосе 160—190 грамм переваримого протеина. Переваримость: протеина 73—76, жира 45—55, клетчатки 48—51, БЭВ 65—81.
В зелёной массе содержится 0,1—0,5 % алкалоида галегина. В сене следов алкалоида не обнаружено.

## Значение и применение
В первый год жизни козлятник восточный даёт один укос зелёной массы, а в последующие годы — 2—3 укоса. Урожай сена достигает 100 ц/га за два укоса и 800 ц/га зелёной массы. Отличительное достоинство — высокая облиственность. Листья не теряются даже при сушке сена. 100 силоса содержит 22 кормовые единицы и 4,2 кг перевариваемого белка.
Повышает плодородие почвы, улучшает структуру, накапливает в пахотном слое 300—500 кг/га азота, очищает от сорняков, возбудителей болезней и вредителей, служит лучшим предшественником, в травостое сохраняется 10—15 лет, до 25 лет.

### В пчеловодстве
Ранний медонос и пыльценос. Пчёлы охотно посещают плантации козлятника во время цветения. На гектар вывозят 2—3 семьи пчёл. Медовая продуктивность растения составляет 120—150 кг/га. Продуктивность мёда козлятником зависит от года пользования. В первый год пользования она составляет 30—40, во второй — 50—60, в третий — до 100, в четвёртый и далее — 100—140 кг/га сахара. Пчелиная семья может приносить в день 2—5 кг мёда, при этом в 3—4 раза повышается семенная продуктивность посевов. Вывоз пчёл на посевы приводит к интенсивному развитию семей. Продуктивность пыльцы чистыми насаждениями 150 кг/га, при этом пыльца козлятника восточного с очень высоким содержанием белка — 40—42 %.
С возрастом количество цветков возрастает по сравнению с первым годом. Исследования, проведенные в Рязанской области в 2005—2006 гг., показали, что максимальная посещаемость цветков козлятника восточного и выделение нектара наблюдается в 12 часов; наиболее благоприятная температура воздуха для выделения нектара около 26 °С. В пасмурную погоду цветки значительно реже посещаются пчёлами и поэтому остаются длительное время не опыленными. Интенсивность работы в среднем на одном цветке в начале цветения составила 9,8 с, в период массового — 9,7 с, в конце цветения — 8,3 с. Пчела за одну минуту посещает 9,3 цветка. После скашивания растение быстро формирует отаву, и в пчёлы с первой декады мая и до конца сентября собирают с цветков нектар.

## Кормовое значение
Используется на зелёную подкормку, сено, силос, травяную муку. Сено, убранное в начале цветения, охотно поедается крупным рогатым скотом, лошадьми, козами, овцами, кроликами. Трава на корню хорошо поедается лошадьми, козам и менее охотно коровами. Скошенная и подвяленная в течение 20—30 минут хорошо поедается в кормушке всеми видами домашних животных. Траву, скошенную до начала цветения, измельченную и ошпаренную кипятком, с большой охотой поедают свиньи. Прекрасное сырье для раннего силосования в нечернозёмной полосе. Силос из одного козлятника и козлятника в смеси со злаками хорошо поедается коровами, телятами, свиньями. Свежеубранная солома хорошо поедается лошадьми, за исключением жеребых маток. Коровы поедают такую солому после наступления первых морозов.